# Windows Search
Windows Search (anteriorment conegut com Windows Desktop Search o WDS a Windows XP i Windows Server 2003) és una plataforma de cerca en escriptori indexades publicat per Microsoft per al sistema operatiu Windows. Windows Search per a Windows Vista i Windows Server 2008 (també esmentada com a Instant Search ) és un successor de Windows Indexing Service, una resta de la característica de sistema d'arxius objecte del projecte, Cairo project que mai es va materialitzar. Windows Search empra una arquitectura diferent i un nou indexador en comparació amb servei dindexació. Per a Windows XP, Windows Search està disponible com una aplicació addicional.
Windows Search col · lectivament es refereix a tots dos cerca indexada a Windows Vista i WDS a Windows XP. No només comparteixen una arquitectura comuna i tecnologia d'indexació, però també són compatibles amb API entre si.

## Ubicació
El quadre de cerca se situa a la part dreta de la barra de tasques, al costat esquerre del rellotge i les icones de la safata del sistema.

## Funcionament
L'usuari fa clic al quadre de cerca i immediatament s'aixeca una finestra parcial que no es pot maximitzar. Si l'usuari escriu un o diversos termes apareixerà una llista de resultats ràpids a la finestra esmentada. Si es fa clic a "Cerca a l'escriptori" s'obrirà la finestra de cerca que incorpora l'ordinador però amb les opcions més utilitzades per optimitzar la cerca.
Obrir programes
Una característica interessant és lobertura de programes comuns com Microsoft Word, Microsoft Outlook, la calculadora de Windows escrivint una sintaxi prèviament establerta i prement Enter.
- !word = Microsoft Word
- !outlook = Microsoft Outlook
- !calc = Calculadora de Windows
- ?help = Ajuda del Windows Desktop Search

A la versió 10.0 (compilació 16215) del Windows Search, es va corregir els doble clics, què apareixerà al setembre de 2017 a Windows 10 Redstone 3.

## Requeriments del sistema
Per utilitzar la Microsoft Windows Desktop Search per indexar i buscar missatges de correu electrònic, haureu de tenir instal·lat Microsoft Outlook 2000 o versions posteriors, o Microsoft Outlook Express 6 o versions posteriors. Cal tenir instal·lat Microsoft Office XP o versions posteriors per obtenir la vista completa dels documents de Microsoft Office als resultats de la Windows Desktop Search.
- Processador Pentium a 500 MHz (recomanat, 1 GHz).
- Microsoft Windows XP o Microsoft Windows Server 2003 Service Pack 1
- 128 MB de memòria RAM mínim (256 MB recomanats).
- 500 MB d'espai lliure al disc dur (recomanat). La mida de l'índex dependrà del contingut que s'hagi indexat.
- Resolució de la pantalla de 1024 x 768 (recomanada).